# Adelzhausen
Adelzhausen település Németországban, azon belül Bajorországban. Lakosainak száma 1868 fő (2023. december 31.). Adelzhausen Dasing és Eurasburg községekkel határos.

## Népesség
| Lakosok száma | 296  | 377  | 862  | 1084 | 1589 | 1634 | 1680 | 1667 | 1820 | 1868 |
|               | 1864 | 1925 | 1970 | 1987 | 2012 | 2013 | 2015 | 2017 | 2021 | 2023 |